# Erich Irlstorfer

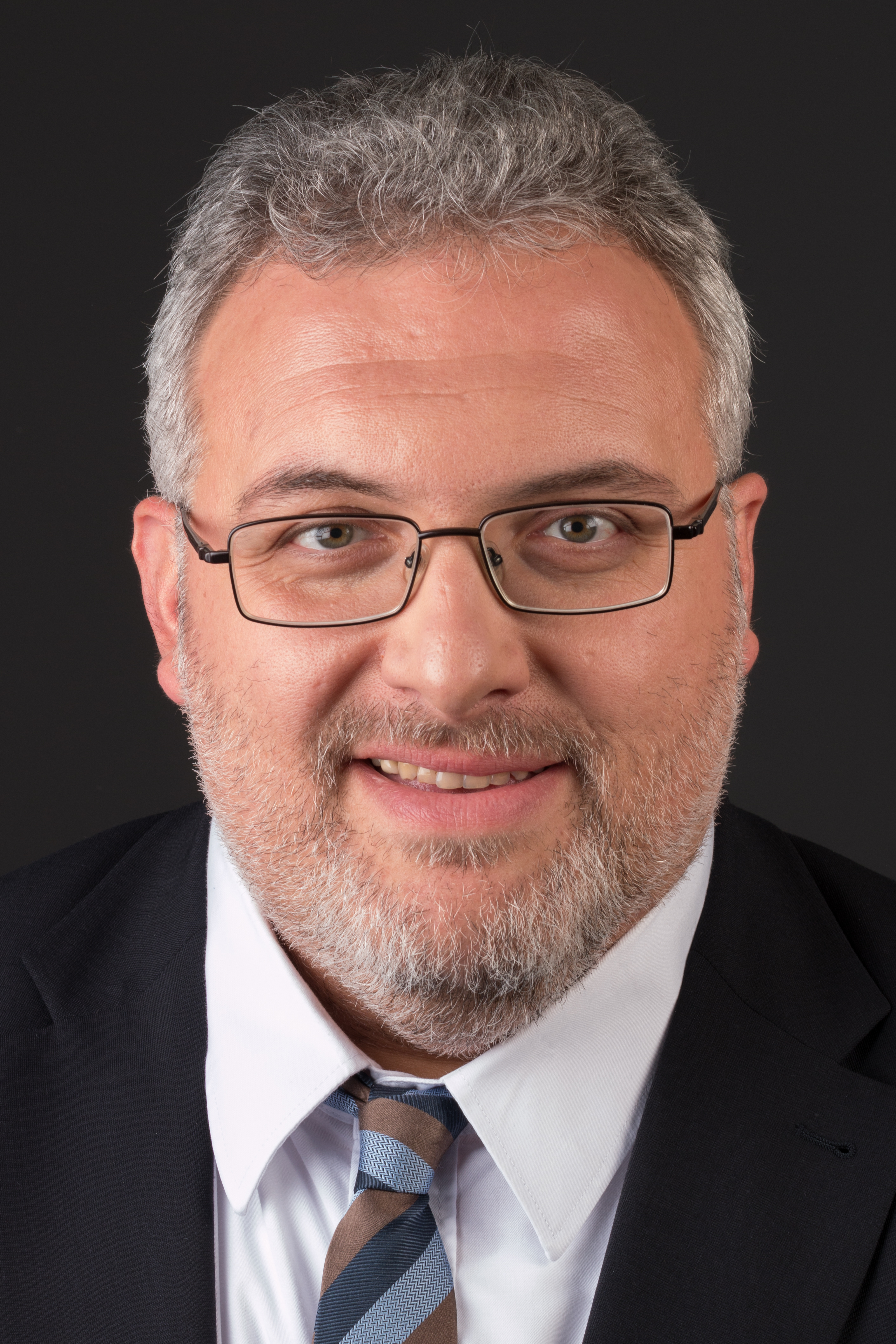
Erich Irlstorfer (2014)

Erich Irlstorfer (* 27. Mai 1970 in Freising) ist ein deutscher Politiker (CSU). Er war von 2013 bis 2025 Mitglied des Deutschen Bundestags.

## Leben
Der in Freising geborene und aufgewachsene Irlstorfer schloss 1986 an der staatlichen Wirtschaftsschule Freising seine Schulausbildung ab und machte im Anschluss eine Ausbildung zum Bürokaufmann. Er ist verheiratet und hat zwei Kinder.

### Berufliche Tätigkeiten
- 1986 bis 1992 Warenhandelsgesellschaft Kaiser’s Tengelmann München[1]
- 1992 bis 1993 F. X. Mühlbauer Freising[1]
- 1993 bis 2013 Außendienstmitarbeiter der AOK Bayern[1]

### Engagement im Zuge der COVID-19-Pandemie
Im Januar 2021 erkrankte Irlstorfer an COVID-19 und musste im Klinikum Freising stationär behandelt werden. Im April 2021 gründete er eine Selbsthilfegruppe mit dem Namen „Elias“ für „COVID-19 Erkrankte und Langzeitgeschädigte sowie deren Angehörige zur Information, Aufklärung und Selbsthilfe“. Wenige Monate vor seiner angestrebten Wiederwahl in den Bundestag startete er zusammen mit dem Impfzentrum Pfaffenhofen Ilm ein Impfwerbekampagne „Allianz der Anständigen“. Darüber hinaus setzt sich Irlstorfer für eine stärkere Wahrnehmung der Erkrankung ME/CFS und eine Verbesserung der Situation Betroffener ein.

## Politik
Irlstorfer trat 1995 der CSU bei und ist seit 2006 stellvertretender Kreisvorsitzender der CSU Freising. Von 2002 bis 2014 gehörte Irlstorfer dem Stadtrat von Freising an. 2008 wurde er im Landkreis Freising in den Kreistag gewählt. Von 2011 bis 2014 übte er das Amt des Fraktionsvorsitzenden der CSU-Stadtratsfraktion in Freising aus. Er war von 2008 bis 2014 Stiftungsrat der Heiliggeistspital-Stiftung in Freising und war von 2014 bis 2020 Aufsichtsrat im Klinikum Freising.

## Abgeordneter
Bei der Bundestagswahl 2013 gewann Irlstorfer mit 52,9 Prozent der Erststimmen das Direktmandat im Bundestagswahlkreis Freising und zog als Abgeordneter in den Deutschen Bundestag ein. Er war in der 18. Legislaturperiode des Deutschen Bundestags ordentliches Mitglied im Ausschuss für Gesundheit, dort Berichterstatter für Pflegeberufe sowie zahnärztliche Belange und Co-Berichterstatter für Qualität in der Pflege. Außerdem war er stellvertretendes Mitglied im Sportausschuss und im Unterausschuss ehrenamtliches Engagement.
Bei der Bundestagswahl 2017 gelang ihm der Wiedereinzug mit 43 Prozent der Erststimmen. Im 19. Deutschen Bundestag war Irlstorfer ordentliches Mitglied im Ausschuss für Gesundheit sowie im Unterausschuss Globale Gesundheit. Er gehört als stellvertretendes Mitglied dem Ausschuss für Arbeit und Soziales an.
Bei der Bundestagswahl 2021 konnte Irlstorfer mit etwas mehr als 36 Prozent der Erststimmen sein Direktmandat verteidigen. In der 20. Wahlperiode war er im Deutschen Bundestag ordentliches Mitglied im Gesundheitsausschuss sowie im Unterausschuss Globale Gesundheit.
Bei der Bundestagswahl 2025 trat Irlstorfer nicht erneut an. Er unterlag im September 2024 bei der Nominierungsversammlung des Bundestagswahlkreises Freising in einer Kampfabstimmung seinem Herausforderer Christian Moser.

## Kontroverses
Irlstorfer hielt im März 2023 als Mönch Emmeran eine Fastenpredigt beim Starkbierfest der Freisinger Kreis-CSU. Diese wurde vom Fraktionsvorsitzenden der Grünen im Freisinger Stadtrat als sexistisch und ehrabschneidend bezeichnet. Die Zeitung Münchner Merkur schrieb: „Seine brachial-derbe Fastenpredigt schlug hohe Wellen“.